# Kasane Teto
Kasane Teto (重音テト, Kasane Teto, [ka.sa.ne te.to]) est une chanteuse virtuelle japonaise créée par le textboard japonais 2channel comme poisson d'avril le 1er avril 2008 dans le but de tromper le forum concernant la supposée sortie d'une nouvelle voix de synthèse du programme Vocaloid.
Bien que le programme soit originellement un canular et n'avait aucune intention d'exister, il a été ensuite créé et rendu compatible avec le programme de voix de synthèse UTAU, un programme alors utilisé entre autres comme une alternative gratuite au programme Vocaloid. Par cette particularité, Teto est présentée sous le titre de « Diva née d'un canular » lors de la sortie de sa première voix de synthèse.
Kasane Teto a été par la suite rendue compatible en 2021 avec TALQu, un programme de voix de synthèse gratuit utilisant le principe du deep learning, en 2023 avec Synthesizer V AI, et en 2025 avec le programme de text-to-speech VOICEPEAK.
Originellement un canular, Kasane Teto a été au fil des années de plus en plus respectée par la communauté Vocaloid, apparaissant dans certain produits dérivés de la marque comme la série de jeux vidéos Hatsune Miku: Project DIVA.

## Personnage
Similairement au voix de synthèses Vocaloid, Kasane Teto a été personnifiée sous la forme d'un personnage à l'apparence typique d'un personnage de manga ou d'anime japonais.
Kasane Teto a été officiellement décrite comme ayant 31 ans mais que, étant une chimère, cet âge pourrait ne pas refléter le même âge que pour les humains (d'où son apparence d'adolescente), chacun étant libre d'imaginer Teto avec l'âge qu'ils désirent.
Dans ses premiers designs, Teto est décrite comme mesurant 159,5 cm, pesant 47 kg, aimant les baguettes et ayant un comportement dit de tsundere.
Physiquement, Kasane Teto est représentée comme une jeune fille avec des cheveux rouge coiffé en doubles queues de cheval en forme de spirale ressemblant à des foreuses, un style surnommé twindrills (foreuses jumelles). Elle porte généralement une tenue semblable à un uniforme aux couleurs rouge et noire qui est devenu une caractéristique emblématique de son personnage.
Sa personnalité est généralement représentée comme malicieuse.

## Histoire

Logo de Kasane Teto

### Création
Les origines de Kasane Teto viennent du forum japonais 2channel. En 2008, un groupe d'utilisateurs réalise un plan afin de créer un faux personnage Vocaloid comme canular pour faire croire à la sortie d'un nouveau personnage de la firme. Le nom, style capillaire et vestimentaire, genre, âge, loisirs et ainsi de suite, furent sélectionnés aléatoirement en piochant parmi les propositions des utilisateur du forum et consolidé comme un personnage qui serait dévoilé au forum le 1er avril 2008,.
Le canular rencontre un certain succès sur le forum. Le 6 avril 2008, Teto apparait pour la première fois en vidéo, et elle obtint sa première voix de synthèse le 13 avril 2008, créée à partir de la voix d'Oyamano Mayo. La première musique utilisant la voix de Kasane Teto sort le 1er juin 2008.
Les créateurs de l'apparence et de la voix de Kasane Teto ont par la suite créer le collectif TWINDRILL en 2009 qui détient aujourd'hui les droits du personnage et de la voix de synthèse.
Bien que Kasane Teto était un personnage parodique des personnages Vocaloid de la société Crypton Future Media, TWINDRILL a établi à plusieurs reprises des collaborations avec Crypton. Depuis 2010, Crypton est utilisé comme point de contact pour toute utilisation commerciale de Kasane Teto.

### Années 2010 et 2020
Kasane Teto continue d'avoir un fort impact sur la communauté Vocaloid et de très nombreuses musiques, chantant seule ou avec d'autres personnages Vocaloid ont été produites.
En 2012, un DLC mettant en scène Teto pour le jeux vidéo sous licence officielle Vocaloid sort pour Hatsune Miku: Project Diva F.
En 2013, elle apparait aux côtés d'autres personnages Vocaloid dans le festival de la neige de Sapporo sur l'ile de Hokkaidō.

### Synthesizer V
Pour célébrer le 15e anniversaire de la création du personnage, la firme japonaise AH-Software annonce le 1er avril 2023 qu'une collaboration avec TWINDRILL et Crypton Future Media était en cours afin de créer une voix de synthèse compatible avec le logiciel Synthesizer V AI, qui est le premier produit officiel disponible à l'achat de Kasane Teto. Pour l'occasion, un nouveau design pour Teto a été créé, la montrant dans un nouveau costume bien plus distinct de celui qui parodiait Hatsune Miku, alors utilisé depuis la création du canular sur 2channel.
L'utilisation d'une technologie de deep learning dans le programme Synthesizer V permet à la voix de synthèse d'être plus naturelle et claire à comprendre, Teto pouvant désormais prononcer des mots entiers, là où le programme UTAU ne pouvait qu'assembler des syllabes préenregistrées en modifiant la tonalité de celle-ci. De plus, des Vocal Modes permettent l'utilisation d'expressions plus réalistes et donnent la possibilité de chanter dans toutes les langues disponibles dans le programme.
La version compatible avec Synthesizer V AI de Kasane Teto est rendue publique le 27 avril 2023 et reçoit de nombreuses mises à jour depuis,.
Une version allégée dite lite de la voix de synthèse pour le même programme a également été mise à disposition en téléchargement gratuit le 8 mai 2023.

### VOICEPEAK
Pour le 17e anniversaire de Teto, AH-Software annonça une adaptation de la nouvelle voix de synthèse de Teto pour le programme VOICEPEAK rendu publique le 24 avril 2025.

## Réception
Malgré le fait que Teto ne soit pas un personnage Vocaloid, elle gagne une popularité notable dans les communautés Vocaloid et UTAU.
Seulement six mois après que Teto ne soit rendue publique, plus de 500 vidéos avec le tag "Kasane Teto" sont publiées sur Niconico, le son 嘘の歌姫 (Uso no utahime, "Une fausse Diva") mettant en scène Kasane Teto dépasse les 100 000 vues et entre dans le "Vocaloid Hall of Fame", une liste compilant les chansons Vocaloid les plus marquantes de la communauté.
Selon des statistiques du MUSIC AWARDS JAPAN de 2025, 5 des musiques dans le top 10 des musiques Vocaloid les plus populaires au Japon utilisaient Kasane Teto, dépassant notamment Hatsune Miku, Vocaloid le plus populaire, qui était utilisée dans 3 d'entre elles. Parmi les sons nominés pour la liste des meilleurs musiques Vocaloid de 2025, Teto était en seconde place derrière Miku comme voix la plus utilisée.

## Musiques notables utilisant Kasane Teto
| Titre      | Artiste           | Année | Position la plus haute dans les charts | Position la plus haute dans les charts | Références |
| Titre      | Artiste           | Année | Japan Hot 100                          | Niconico Vocaloid Songs Top 20         | Références |
| ---------- | ----------------- | ----- | -------------------------------------- | -------------------------------------- | ---------- |
| Override   | Yoshida Yasei     | 2023  | 75                                     | 1                                      |            |
| Mesmerizer | 32ki (Sastuki)    | 2024  | 65                                     | 1                                      |            |
| Tetoris    | Hiiragi Magnetite | 2024  | 35                                     | 1                                      |            |

## Autres médias
- Kasane Teto est apparue dans la série de jeux à licence Vocaloid de Sega Hatsune Miku: Project DIVA
- Kasane Teto est utilisée comme personnage promotionnel pour la chaine de radio Hokkaido Broadcasting
- Kasane Teto a reçu des produits dérivés tel que des figurines construite par Nendoroid, une autre série de figurines par Good Smile Company et des peluches fabriquées par Fukuya.
- Kasane Teto a été projetée sur une toile derrière Nakamura Shidō II durant une performance au Kabuki[15].
- Kasane Teto est disponible en tant que DLC dans Desktop Mate sur PC depuis le 7 aout 2025.